# Sóley

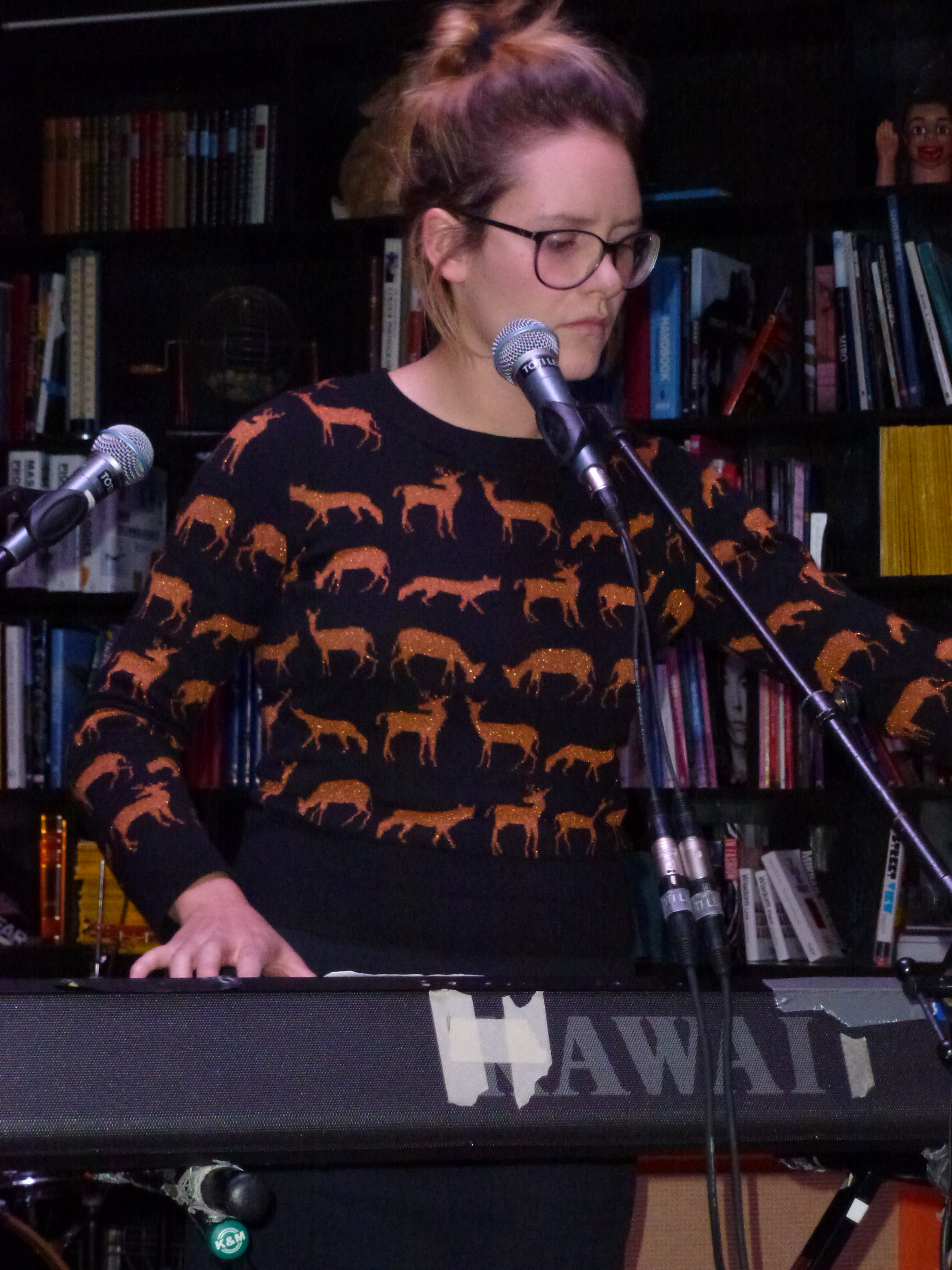
Soley in 2014

Sóley (Sóley Stefánsdóttir) is een IJslandse zangeres. Haar muziek behoort tot de genres indiepop en indiefolk. Ze treedt niet alleen solo op, maar is ook onderdeel van de band Seabear.

## Discografie

### Albums
- 2011: We sink (Morr Music)
- 2015: Ask the deep
- 2017: Endless summer

### Ep's
- 2010: Theater Island (Sound of a Handshake)
- 2014: Krómantík (Morr Music)
- 2015: Don't ever listen

### Singles
- 2012: Pretty Face (Morr Music)

- Gemeinsame Normdatei: 141692901
- Library of Congress Control Number: n2013047435
- MusicBrainz: 3e868565-312a-4dff-8f43-0a96e484c407
- Virtual International Authority File: 122739128
- WorldCat: E39PBJth7YXp6QvRWyHdQfQrMP